# Oligotrichum javanicum
Oligotrichum javanicum är en bladmossart som beskrevs av Frans François Dozy och Molkenboer 1856. Oligotrichum javanicum ingår i släktet Oligotrichum och familjen Polytrichaceae. Inga underarter finns listade i Catalogue of Life.